# AKABE
Akabe is een tak binnen Scouts en Gidsen Vlaanderen die zich inzet voor scouting voor jongeren met een beperking. Deze beperking kan zowel lichamelijk als mentaal zijn. Akabe ontstond in 1971 door een samensmelting van de Afdeling koningin Astrid (AKA) en de Bijzondere Eisenwerking (BE). Toch bestond een gehandicaptenwerking al veel vroeger. Sinds 2000 werd beslist dat Akabe voortaan als Anders Kan Best gelezen wordt. Deze tak lijkt in zowat alles op een andere scoutsgroep, met als enige verschil dat leden niet altijd leiding kunnen worden. In België bestaan er 90 Akabe-takken. Het ledenaantal schommelt hierbij meestal rond de 1500 ingeschreven leden. Hiervoor staan circa 400 leid(st)ers iedere week paraat. Sinds 1974 is er elke jaar een gemeenschappelijk Akabe-convent waar de ideeën en basisteksten van de gehandicaptenscouts worden besproken en eventueel herzien.

## Geschiedenis
Het ontstaan van Scouts voor jongeren met een beperking is te vinden in het Verenigd Koninkrijk, waar het de naam extension Scouting kreeg. Vaak waren het hierbij activiteiten voor kinderen in ziekenhuizen, revalidatiecentra en weeshuizen. Het waren vooral losse activiteiten, waarbij de organisatie heel beperkt was. De eerste groepen ontstonden in 1926, het jaar wanneer ook in België een eerste groep opgericht werd.

### Bijzondere Eisenwerking (circa 1926-1971)
Bij de jongenswerking van het toenmalige Vlaams Verbond der Katholieke Scouts (VVKS) ontstond er in 1926 een Scoutsgroep voor dove jongens verbonden aan het instituut in Sint-Lambrechts-Woluwe. De benedictijnenpater Raphael Geerts werd gezien als een boegbeeld voor de doorbraak en de uitbreiding van de Bijzondere Eisenwerking (BE) binnen het VVKS. Doorheen de jaren twintig, dertig en veertig bleef de werking een randfenomeen in de federatie en was het aantal leden heel laag. Een echte samenwerking tussen de verschillende groepen kwam er pas in de jaren vijftig, onder begeleiding van de nationale leiding (het verbond). Dit maakte het mogelijk om meer pedagogische begeleiding en kennis te verlenen aan de plaatselijke groepen. Daarnaast bleek het ook een handig instrument te zijn om nationale promotiecampagnes op te zetten. Een voorbeeld was de campagne operatie raphael in 1954, die promotie voerde om per district één BE-werking te krijgen. In 1954 waren er ongeveer 100 leden actief, voornamelijk rond de steden Gent en Antwerpen. Door praktische tips probeerden ze deze groei te bevorderen.

### Afdeling Koningin Astrid (circa 1938-1971)
Toen een gemengde werking van jongens en meisjes nog niet bestond richtten enkele Antwerpse Gidsen in maart 1938 een eerste gehandicaptenwerking op voor meisjes. Deze werking werd, ter nagedachtenis aan de overleden koningin Astrid, de Section Reine Astrid - Afdeling Koningin Astrid (AKA) gedoopt. De werking was, in tegenstelling tot het VVKS, nog steeds ingebed in de unitaire federatie GCB-KPB. Toen de Vlaamse Gidsen splitsten van hun Waalse collega's en voortaan door het leven ging als het VVKM, bleef de naam AKA behouden. De werking stond hierbij open voor alle vormen van lichamelijke handicaps. Toch was het maatschappelijke draagvlak tegenover mentaal en sensorisch gehandicapten erg laag, waardoor het aandeel van deze handicaps laag bleef. In tegenstelling tot het VVKS bleef het ledenaantal van het VVKM steeds heel klein. Voor de pedagogische afstemming en de samenwerking met de andere Belgische Scouts- en Gidsenfederaties zat het samen in een gemeenschappelijke raad: de Nationale Verbindingsploeg van Scouting en Guiding voor gehandicapten. De Afdeling Koningin Astrid zal in 1971 met de BE-werking van het VVKS fuseren.